# Campionati europei di ciclismo su pista 2023 - Velocità maschile
La velocità maschile ai Campionati europei di ciclismo su pista 2023 si svolse il 10 e l'11 febbraio 2023 presso il Velodrome Suisse di Grenchen, in Svizzera.

## Risultati

### Qualificazioni
I primi 5 si qualificarono per gli ottavi di finale, gli atleti piazzati dal 6º al 27º posto si qualificarono per i sedicesimi di finale.
| Pos. | Atleta                 | Nazione       | Tempo  | Distacco | Note |
| ---- | ---------------------- | ------------- | ------ | -------- | ---- |
| 1    | Harrie Lavreysen       | Paesi Bassi   | 9"392  |          | Q    |
| 2    | Michail Jakovlev       | Israele       | 9"520  | +0"128   | Q    |
| 3    | Mateusz Rudyk          | Polonia       | 9"562  | +0"170   | Q    |
| 4    | Sébastien Vigier       | Francia       | 9"586  | +0"194   | Q    |
| 5    | Rayan Helal            | Francia       | 9"612  | +0"220   | Q    |
| 6    | Jack Carlin            | Gran Bretagna | 9"685  | +0"293   | q    |
| 7    | Maximilian Dörnbach    | Germania      | 9"707  | +0"315   | q    |
| 8    | Jeffrey Hoogland       | Paesi Bassi   | 9"728  | +0"336   | q    |
| 9    | Vasilijus Lendel       | Lituania      | 9"731  | +0"339   | q    |
| 10   | Sándor Szalontay       | Ungheria      | 9"754  | +0"362   | q    |
| 11   | Hamish Turnbull        | Gran Bretagna | 9"792  | +0"400   | q    |
| 12   | Rafał Sarnecki         | Polonia       | 9"796  | +0"404   | q    |
| 13   | Marc Jurczyk           | Germania      | 9"816  | +0"424   | q    |
| 14   | Martin Čechman         | Rep. Ceca     | 9"875  | +0"483   | q    |
| 15   | Alejandro Martínez     | Spagna        | 9"888  | +0"496   | q    |
| 16   | Dominik Topinka        | Rep. Ceca     | 10"008 | +0"616   | q    |
| 17   | Conor Rowley           | Irlanda       | 10"091 | +0"699   | q    |
| 18   | Mattia Predomo         | Italia        | 10"098 | +0"706   | q    |
| 19   | Ekain Jiménez          | Spagna        | 10"103 | +0"711   | q    |
| 20   | Justas Beniušis        | Lituania      | 10"118 | +0"726   | q    |
| 21   | Stefano Moro           | Italia        | 10"205 | +0"813   | q    |
| 22   | Bohdan Danyl'čuk       | Ucraina       | 10"207 | +0"815   | q    |
| 23   | Vladyslav Denysenko    | Ucraina       | 10"213 | +0"821   | q    |
| 24   | Norbert Szabó          | Ungheria      | 10"266 | +0"874   | q    |
| 25   | Ioannis Kalogeropoulos | Grecia        | 10"491 | +1"099   | q    |
| 26   | Stamatios Savvakis     | Grecia        | 10"520 | +1"128   | q    |
| 27   | Eduard Žalar           | Slovenia      | 10"812 | +1"420   | q    |

### Sedicesimi di finale
I vincitori delle batterie si qualificarono per gli ottavi di finale.
| Batt. | Pos. | Atleta                 | Nazione       | Tempo  | Note |
| ----- | ---- | ---------------------- | ------------- | ------ | ---- |
| 1     | 1    | Jack Carlin            | Gran Bretagna | X      | Q    |
| 1     | 2    | Eduard Žalar           | Slovenia      | +0"424 |      |
| 2     | 1    | Maximilian Dörnbach    | Germania      | X      | Q    |
| 2     | 2    | Stamatios Savvakis     | Grecia        | +0"579 |      |
| 3     | 1    | Jeffrey Hoogland       | Paesi Bassi   | X      | Q    |
| 3     | 2    | Ioannis Kalogeropoulos | Grecia        | +0"334 |      |
| 4     | 1    | Vasilijus Lendel       | Lituania      | X      | Q    |
| 4     | 2    | Norbert Szabó          | Ungheria      | +0"155 |      |
| 5     | 1    | Sándor Szalontay       | Ungheria      | X      | Q    |
| 5     | 2    | Vladyslav Denysenko    | Ucraina       | +0"416 |      |
| 6     | 1    | Hamish Turnbull        | Gran Bretagna | X      | Q    |
| 6     | 2    | Bohdan Danyl'čuk       | Ucraina       | +0"021 |      |
| 7     | 1    | Rafał Sarnecki         | Polonia       | X      | Q    |
| 7     | 2    | Stefano Moro           | Italia        | +0"201 |      |
| 8     | 1    | Marc Jurczyk           | Germania      | X      | Q    |
| 8     | 2    | Justas Beniušis        | Lituania      | +0"079 |      |
| 9     | 1    | Martin Čechman         | Rep. Ceca     | X      | Q    |
| 9     | 2    | Ekain Jiménez          | Spagna        | +0"330 |      |
| 10    | 1    | Mattia Predomo         | Italia        | X      | Q    |
| 10    | 2    | Alejandro Martínez     | Spagna        | +0"153 |      |
| 11    | 1    | Dominik Topinka        | Rep. Ceca     | X      | Q    |
| 11    | 2    | Conor Rowley           | Irlanda       | +0"013 |      |

### Ottavi di finale
I vincitori delle batterie si qualificarono per i quarti di finale.
| Batt. | Pos. | Atleta              | Nazione       | Tempo  | Note |
| ----- | ---- | ------------------- | ------------- | ------ | ---- |
| 1     | 1    | Harrie Lavreysen    | Paesi Bassi   | X      | Q    |
| 1     | 2    | Dominik Topinka     | Rep. Ceca     | +0"150 |      |
| 2     | 1    | Michail Jakovlev    | Israele       | X      | Q    |
| 2     | 2    | Mattia Predomo      | Italia        | +0"049 |      |
| 3     | 1    | Mateusz Rudyk       | Polonia       | X      | Q    |
| 3     | 2    | Martin Čechman      | Rep. Ceca     | +0"273 |      |
| 4     | 1    | Sébastien Vigier    | Francia       | X      | Q    |
| 4     | 2    | Marc Jurczyk        | Germania      | +0"103 |      |
| 5     | 1    | Rayan Helal         | Francia       | X      | Q    |
| 5     | 2    | Rafał Sarnecki      | Polonia       | +0"222 |      |
| 6     | 1    | Jack Carlin         | Gran Bretagna | X      | Q    |
| 6     | 2    | Hamish Turnbull     | Gran Bretagna | +0"089 |      |
| 7     | 1    | Maximilian Dörnbach | Germania      | X      | Q    |
| 7     | 2    | Sándor Szalontay    | Ungheria      | +0"089 |      |
| 8     | 1    | Jeffrey Hoogland    | Paesi Bassi   | X      | Q    |
| 8     | 2    | Vasilijus Lendel    | Lituania      | +0.092 |      |

### Quarti di finale
Le batterie si disputarono al meglio delle tre manche; i vincitori si qualificarono per le semifinali.
| Batt. | Pos. | Atleta              | Nazione       | 1ª manche | 2ª manche | 3ª manche (ev.) | Note |
| ----- | ---- | ------------------- | ------------- | --------- | --------- | --------------- | ---- |
| 1     | 1    | Harrie Lavreysen    | Paesi Bassi   | X         | X         |                 | Q    |
| 1     | 2    | Jeffrey Hoogland    | Paesi Bassi   | +0"193    | +0"224    |                 |      |
| 2     | 1    | Michail Jakovlev    | Israele       | X         | X         |                 | Q    |
| 2     | 2    | Maximilian Dörnbach | Germania      | +0"616    | +2"086    |                 |      |
| 3     | 1    | Mateusz Rudyk       | Polonia       | X         | X         |                 | Q    |
| 3     | 2    | Jack Carlin         | Gran Bretagna | +0"000    | +0"071    |                 |      |
| 4     | 1    | Rayan Helal         | Francia       | X         | X         |                 | Q    |
| 4     | 2    | Sébastien Vigier    | Francia       | +0"090    | +0"260    |                 |      |

### Semifinali
I vincitori si qualificarono per la finale per la medaglia d'oro; gli sconfitti si affrontarono in quella per la medaglia di bronzo.
| Batt. | Pos. | Atleta           | Nazione     | 1ª manche | 2ª manche | 3ª manche (ev.) | Note |
| ----- | ---- | ---------------- | ----------- | --------- | --------- | --------------- | ---- |
| 1     | 1    | Harrie Lavreysen | Paesi Bassi | X         | X         |                 | QO   |
| 1     | 2    | Rayan Helal      | Francia     | +0"077    | +0"064    |                 | QB   |
| 2     | 1    | Mateusz Rudyk    | Polonia     | X         | X         |                 | QO   |
| 2     | 2    | Michail Jakovlev | Israele     | +0"040    | +0"459    |                 | QB   |

### Finali
| Pos.                             | Atleta           | Nazione     | 1ª manche | 2ª manche | 3ª manche (ev.) |
| -------------------------------- | ---------------- | ----------- | --------- | --------- | --------------- |
| Finale per la medaglia d'oro     |                  |             |           |           |                 |
| 1                                | Harrie Lavreysen | Paesi Bassi | X         | X         |                 |
| 2                                | Mateusz Rudyk    | Polonia     | +0"083    | +0"146    |                 |
| Finale per la medaglia di bronzo |                  |             |           |           |                 |
| 3                                | Rayan Helal      | Francia     | X         | X         |                 |
| 4                                | Michail Jakovlev | Israele     | +0"079    | +0"022    |                 |